# NGC 5161
NGC 5161 este o galaxie spirală situată în constelația Centaurul. A fost descoperită în 3 iunie 1836 de către John Herschel. Se află la o distanță de 21,38 de megaparseci de Pământ.